# Creu de la plaça de Salo
La Creu de la plaça de Salo és una creu de terme de Sant Mateu de Bages (Bages) situada a la plaça del poble de Salo.
És una creu de terme de nova construcció sobre un pedestal antic, emplaçada a la plaça del poble de Salo, junt a una font, també de moderna creació. El pedestal és de planta rectangular, format per dos blocs de pedra. El fust i la creu són de pedra, amb una talla moderna. La creu té una base ornamentada amb quatre sols, un a cada cara. Al centre té un medalló amb un crismó gravat.